# Neutal
Neutal (ungarisch Sopronújlak (alt: Nyujtál), kroatisch Najtolj) ist eine Gemeinde im Bezirk Oberpullendorf im Burgenland in Österreich.

## Geografie

### Geografische Lage

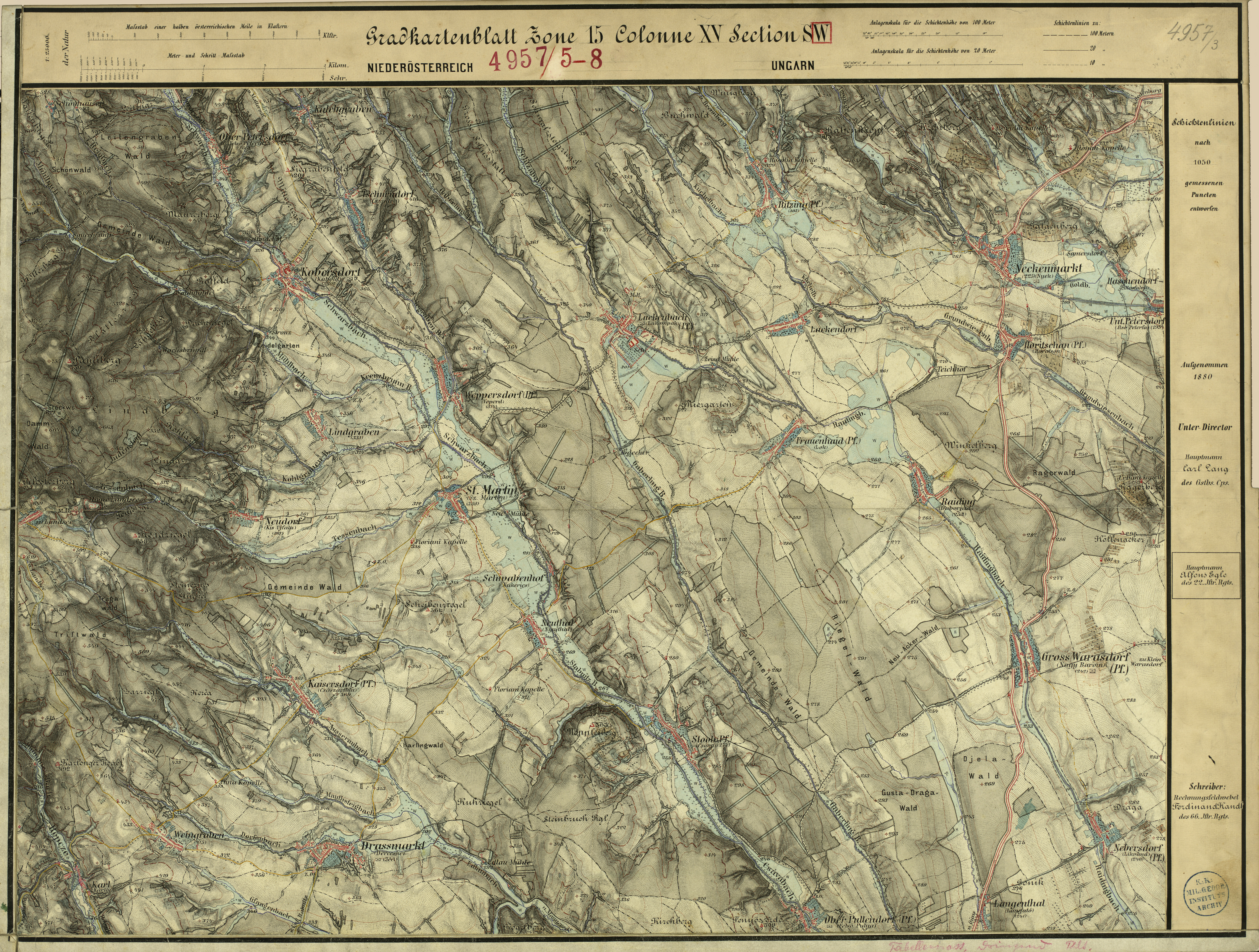
Neuthal (Mitte links unten) um 1880 (Aufnahmeblatt der Landesaufnahme)

Die Gemeinde liegt im Stooberbachtal im Mittelburgenland. Neutal ist der einzige Ort in der Gemeinde.

### Eingemeindungen
1931 wurde, trotz Ablehnung des Neutaler Gemeinderates, der Ort Schwabenhof eingemeindet.

## Geschichte
Vor Christi Geburt war das Gebiet Teil des keltischen Königreiches Noricum und gehörte zur Umgebung der keltischen Höhensiedlung Burg auf dem Schwarzenbacher Burgberg.
Später unter den Römern lag das heutige Neutal dann in der Provinz Pannonia.
Die erste urkundliche Erwähnung Neutals findet sich im Jahr 1270 als „Villa Geotan“.
Gegen Ende des 19. Jahrhunderts und im 20. Jahrhundert war Neutal ein Zentrum der Kamin- und Kesselmaurer. Aus Neutal und Umgebung bauten die Spezialmaurer vor allem zur Zeit der Industrialisierung in ganz Österreich Kamine und Kessel. Auch nach dem Zweiten Weltkrieg zogen die Maurer aus dem „Ofenmaurerdorf“ in ganz Europa herum, um die Stahlöfen und Ringöfen mit Feuerfeststeinen auszukleiden.
Der Ort gehörte wie das gesamte Burgenland bis 1920/21 zu Ungarn (Deutsch-Westungarn). Seit 1898 musste aufgrund der Magyarisierungspolitik der Regierung in Budapest der ungarische Ortsname Sopronújlak verwendet werden.
Nach Ende des Ersten Weltkriegs wurde nach zähen Verhandlungen Deutsch-Westungarn in den Verträgen von St. Germain und Trianon 1919 Österreich zugesprochen. Der Ort gehört seit 1921 zum neu gegründeten Bundesland Burgenland (siehe auch: Geschichte des Burgenlandes).

## Kultur und Sehenswürdigkeiten

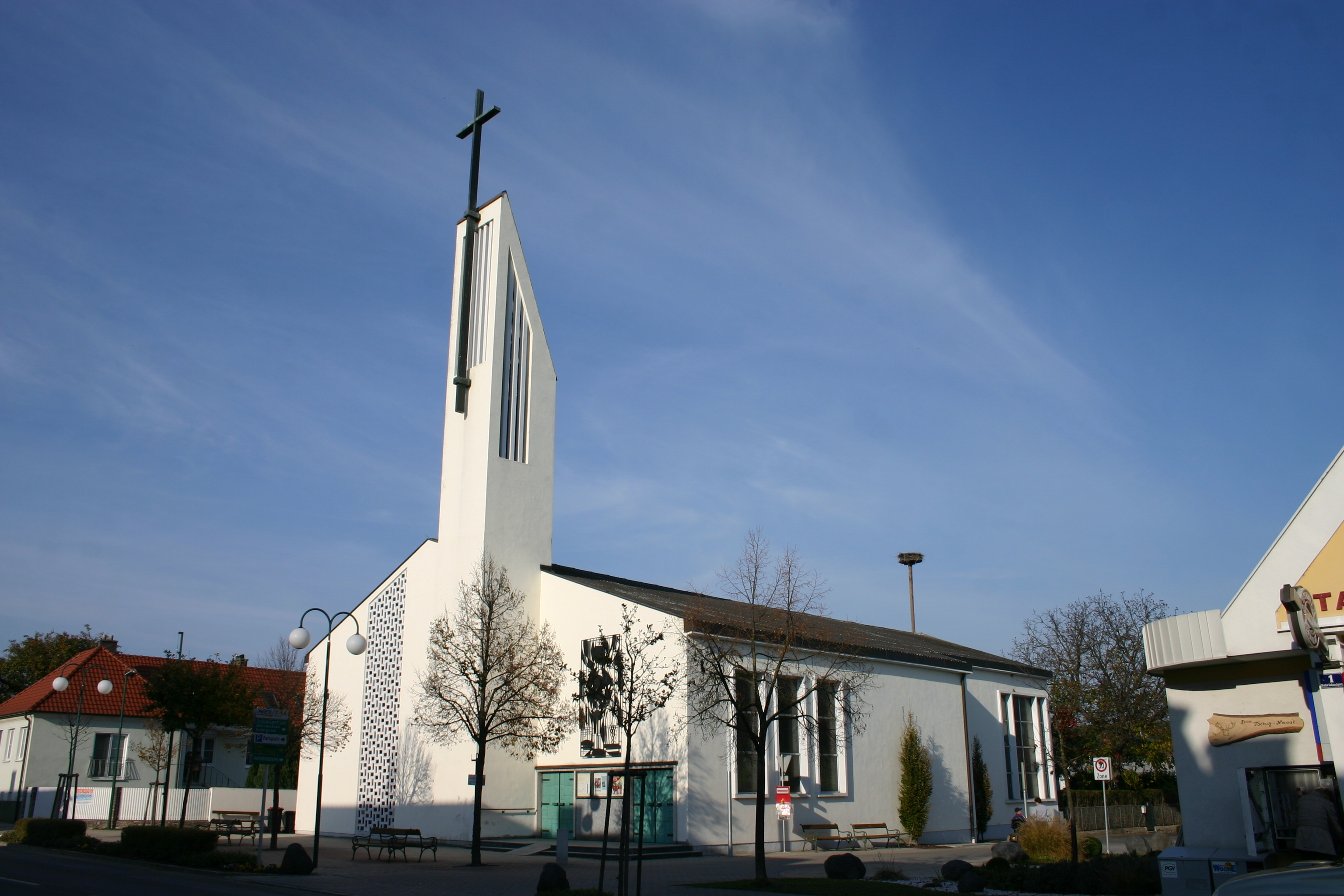
Pfarrkirche Neutal

- Katholische Pfarrkirche Neutal Mariä Namen
- muba – Museum für Baukultur[2]: Besonderer Fokus wird hier auf die spezifische traditionelle Ofen- und Kaminmaurerei der Region Neutal gesetzt, die mit 2010 in das Verzeichnis des Immateriellen Kulturerbes in Österreich aufgenommen wurde.[3]
- Marterlwanderweg

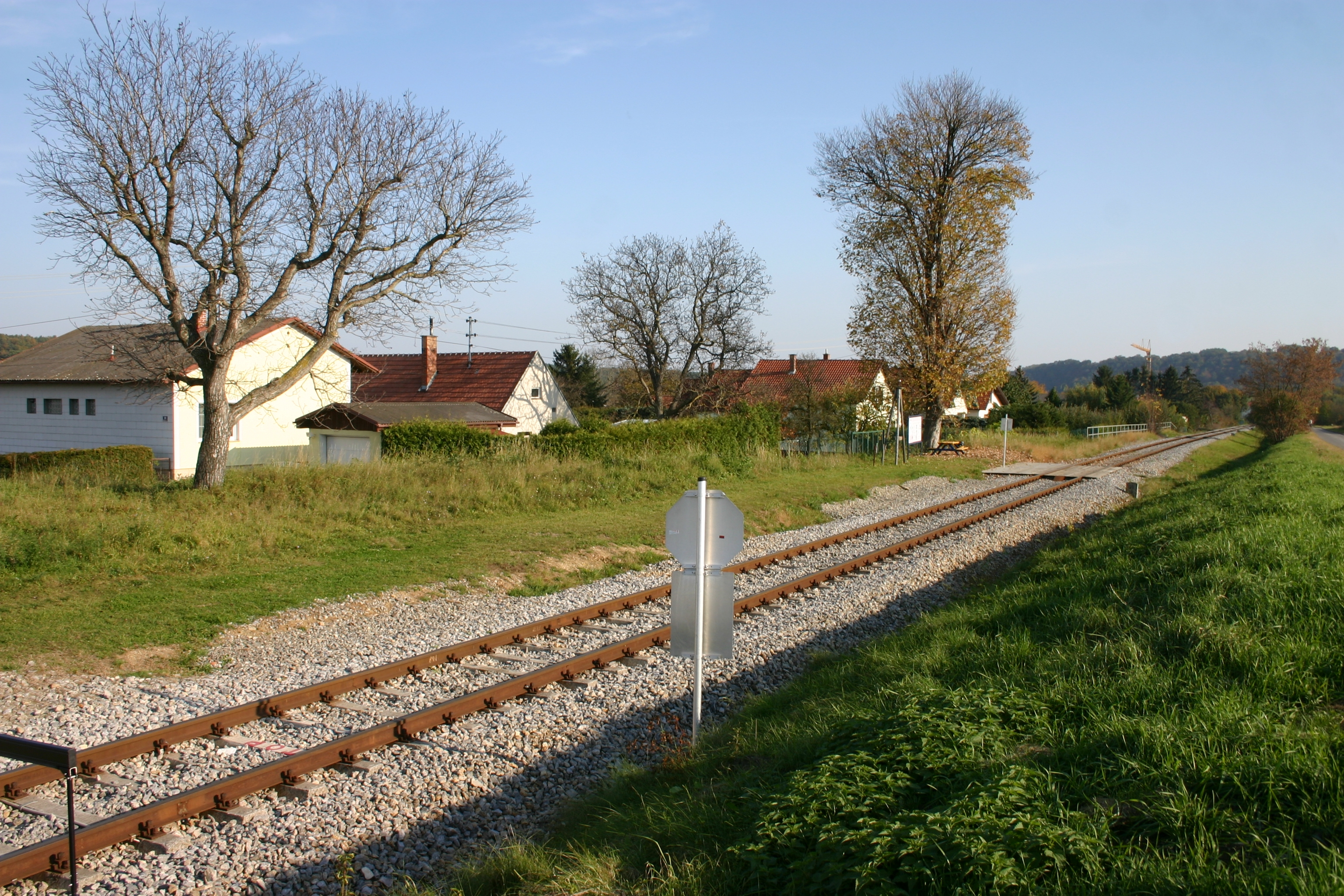
Ehemalige Haltestelle der Burgenlandbahn
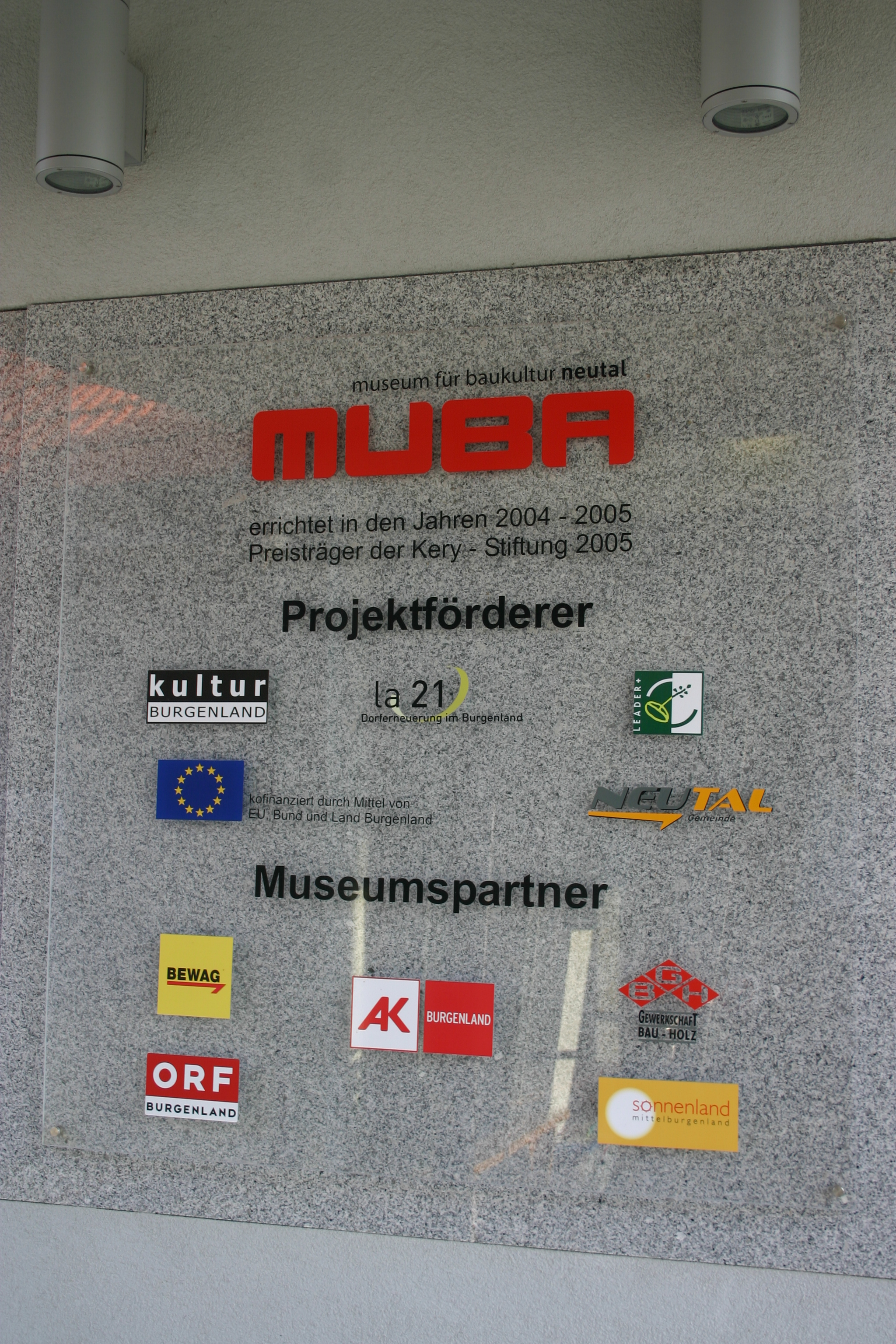
Museum für Baukultur Übersichtstafel
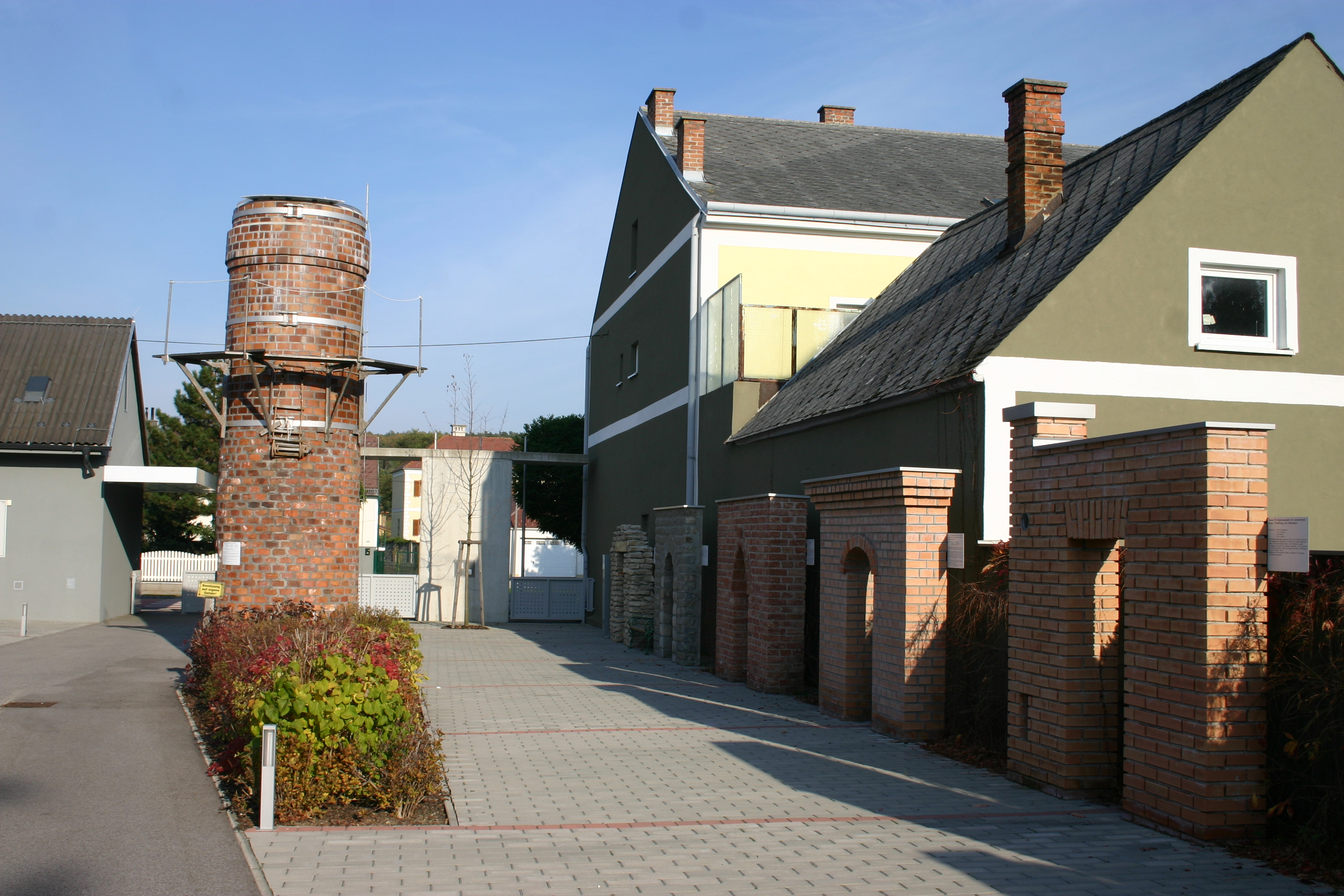
Innenhof des Museums für Baukultur
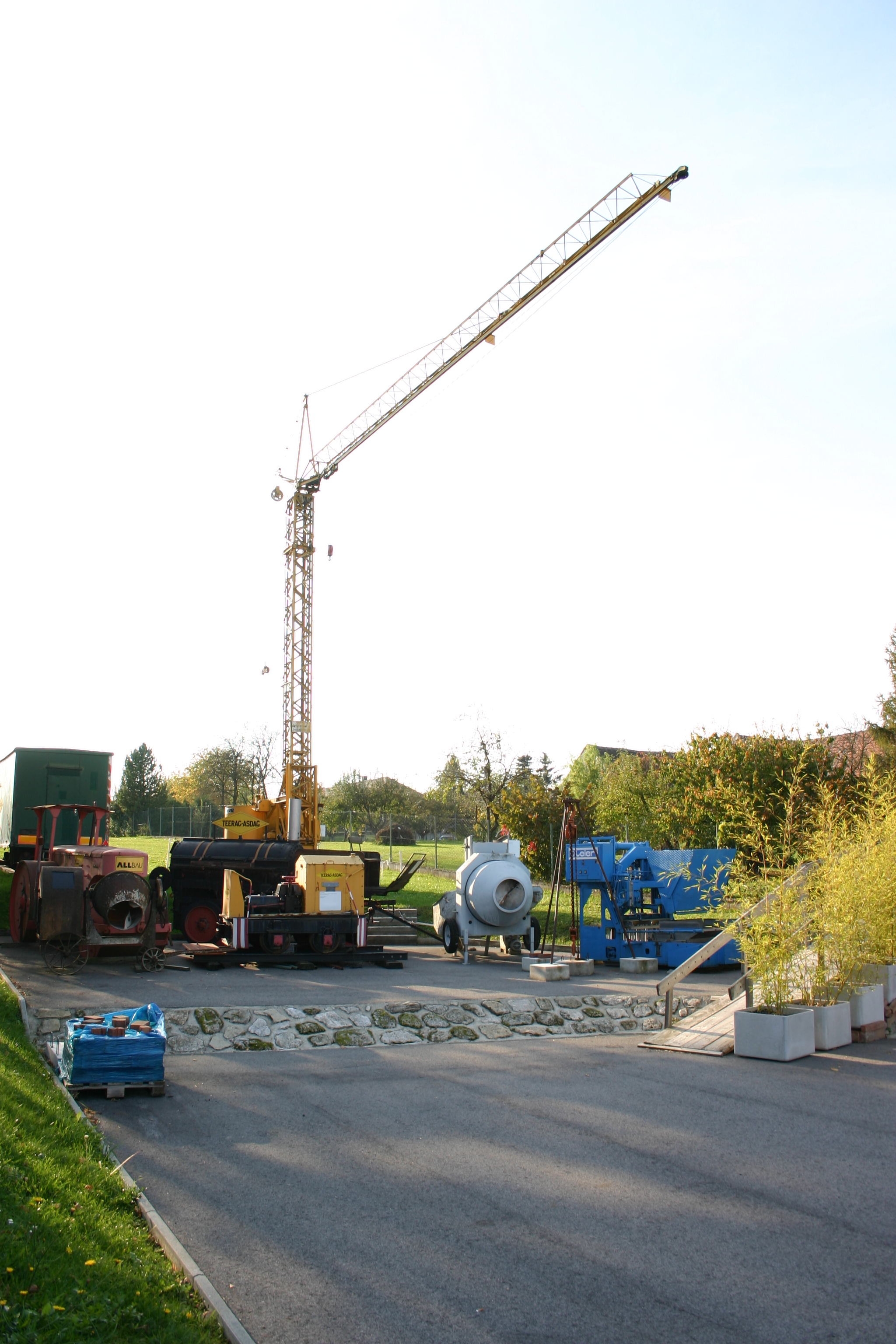
Baumaschinen im Museum für Baukultur
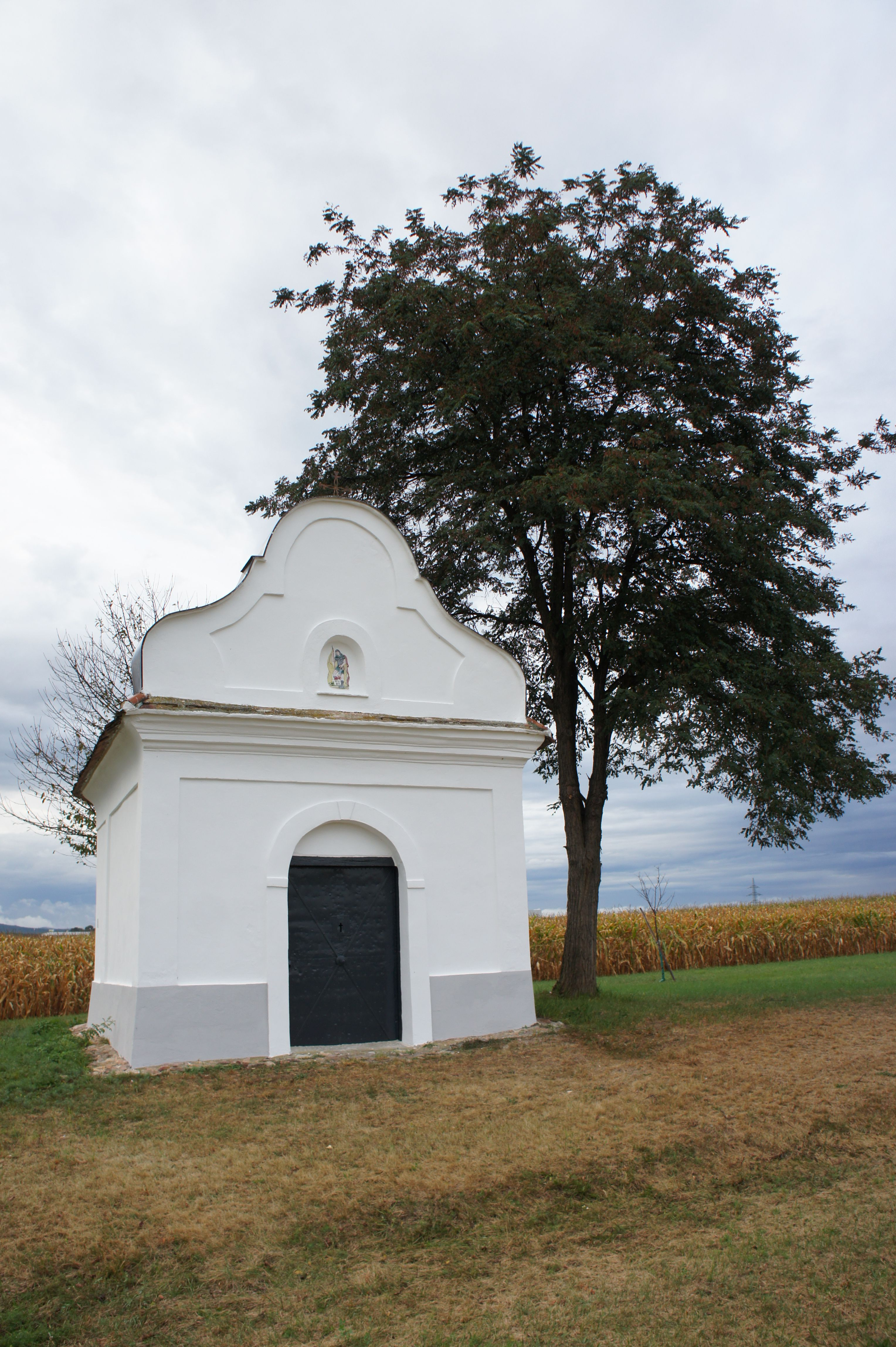
Florianikapelle

### Natur
- Familienwanderwege
- Baumlehrpfad

### Sport
- Jubiläumsradweg
- Draisinentour
- Waldbad mit Wasserrutsche und Springturm

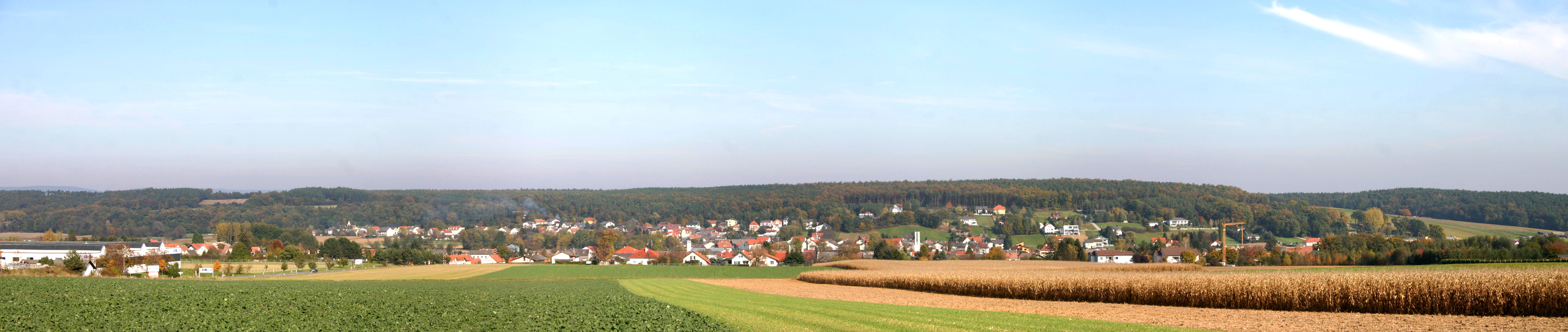
Panorama von Neutal von Südwesten

- Kletterhalle
- Beach-Volleyball-Platz
- Street-Soccer-Platz
- 3 Tennisplätze (Sand)
- Fußballplatz
- JUFA Landerlebnis Resort
- Abenteuerspielplatz

## Wirtschaft und Infrastruktur

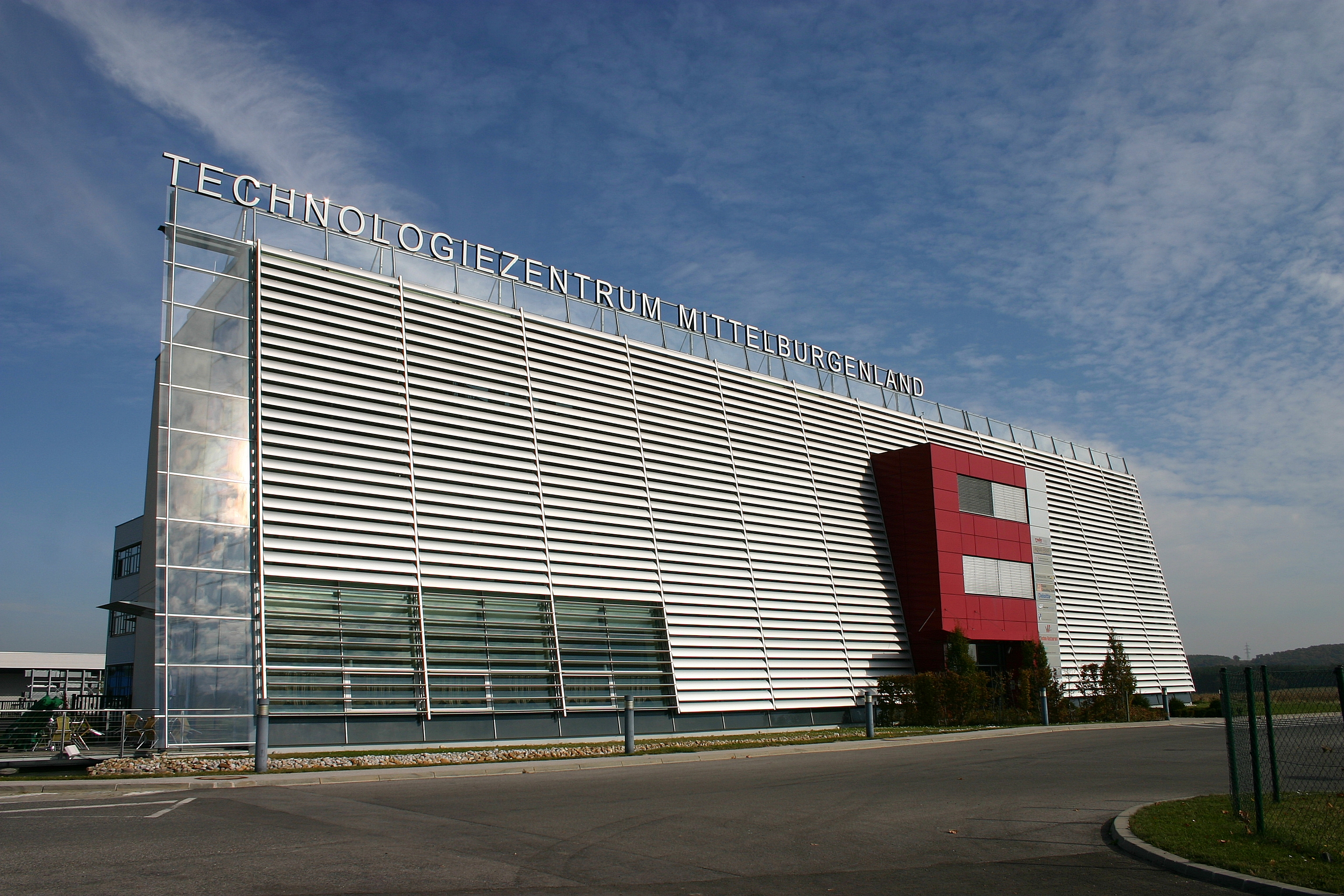
Technologiezentrum Mittelburgenland

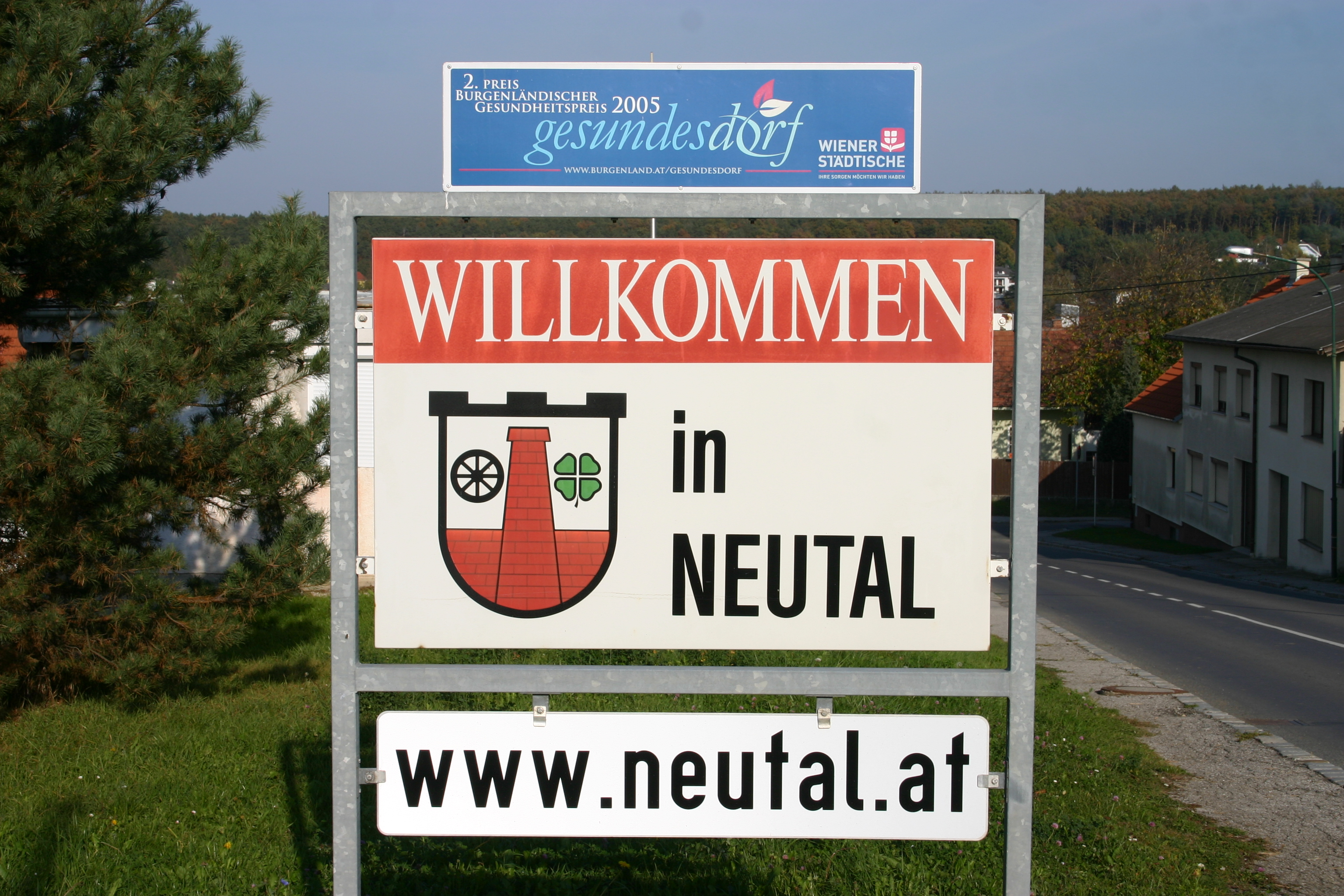
Neutal wirbt als „Gesundes Dorf“

Die Geschichte des Industriegebietes Neutal begann 1975 mit der Ansiedlung der Firma Pfnier & Co GmbH.
Im Jahr 1976 wurde das Burgenländische Schulungszentrum (BUZ), ein Zentrum zur Aus- und Weiterbildung von Fachkräften für die Wirtschaft, in Neutal sesshaft. 1977 folgte die Betriebsansiedlung einer Niederlassung der Firma Österreichischen Brown, Boveri Werke (BBC). Das Unternehmen wurde 1988 im Zuge der weltweiten Zusammenlegung von BBC und ASEA in die Asea Brown Boveri AG (ABB) umbenannt und 1998 verkauft. Das Werk stellt heute unter dem neuen Namen SAM Metall- und Schaltanlagen her.
1979 erfolgte die Inbetriebnahme des Metallbauunternehmens MAT. Am Beginn des Jahres 1999 wurde das Unternehmen neu übernommen und in MA-TEC umgewandelt. Das Unternehmen ist weltweit im Metall-, Stahl- und Fassadenbau tätig.
Die direkte Anbindung der Burgenland Schnellstraße (S31) und die Infrastruktur des neuen Technologieareals schufen ab 1999 die Voraussetzungen für neue Betriebsansiedlungen. Dazu zählte das Dach- und Fassadenbauunternehmen Rathmanner, das Mitte 1999 die Produktion in Neutal aufnahm.
Ein weiterer Schritt der Entwicklung zum Industriestandort war die Entstehung des Technologie- und Entwicklungszentrums für visuelle Informationssysteme – swarco Futurit. Der Weltmarktführer in der Produktion von Signalgebern nahm im Jänner 2001 den Betrieb in Neutal auf.
Nach der Ansiedlung der Firma Divitec Elektro- und Altgeräteverwertung im Jahr 2001 wurde die Liste der ortsansässigen metallverarbeitenden Betriebe mit dem Unternehmen MCI erweitert, das sich mit der Herstellung von Designer-Metalldecken beschäftigt. Ebenfalls seit 2001 ist das Unternehmen Kitzwögerer in Neutal tätig. Der Marmor und Granit verarbeitende Betrieb übernahm die Fertigungshallen der Firma Acrylan, die Fenster und Türen herstellte.
Wirtschaftlich bedeutend für die Gemeinde Neutal war der Bau des Technologiezentrums Mittelburgenland. Das im April 2002 eröffnete Technologiezentrum beherbergt neben zahlreichen Gewerbe- und Industriebetrieben ein Hochleistungsrechenzentrum der Firma Siemens Austria.
Mit der Firma LogicLine hat ein weiterer metallverarbeitender Betrieb 2006 in Neutal seine Produktion von Ladungssicherungssystemen aufgenommen.
Im Fremdenverkehrsbereich spezialisierte sich Neutal als „Gesundes Dorf“ auf sanften Tourismus.

## Politik

### Gemeinderat
Der Gemeinderat hat 19 Mitglieder.

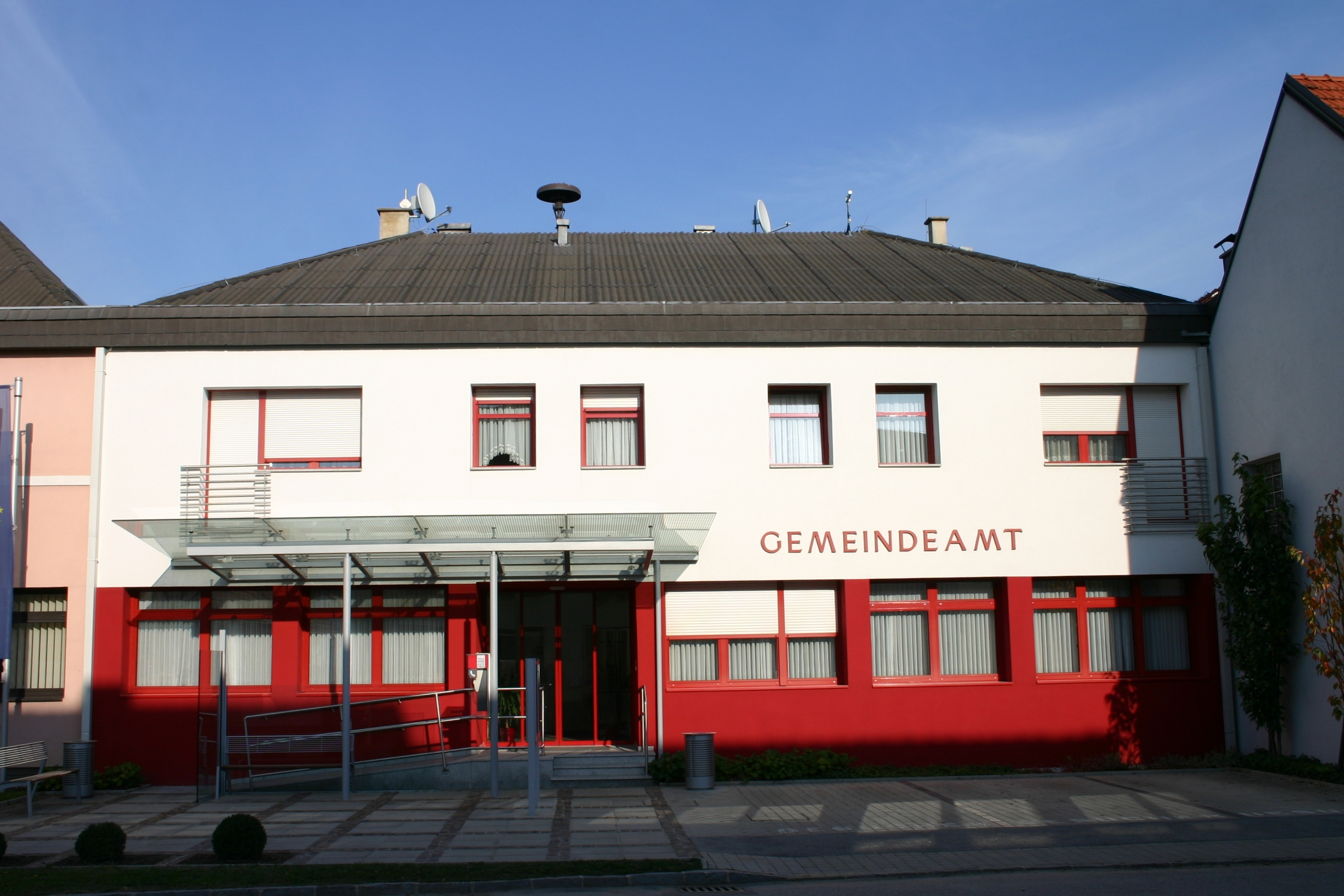
Gemeindeamt

- Mit den Gemeinderatswahlen im Burgenland 1997 hatte der Gemeinderat folgende Verteilung: 14 SPÖ, 4 ÖVP, und 1 FPÖ.[4]
- Mit den Gemeinderatswahlen im Burgenland 2002 hatte der Gemeinderat folgende Verteilung: 15 SPÖ, und 4 ÖVP.[4]
- Mit den Gemeinderatswahlen im Burgenland 2007 hatte der Gemeinderat folgende Verteilung: 15 SPÖ, und 4 ÖVP.[5]
- Mit den Gemeinderatswahlen im Burgenland 2012 hatte der Gemeinderat folgende Verteilung: 16 SPÖ, und 3 ÖVP.[6]
- Mit den Gemeinderatswahlen im Burgenland 2017 hatte der Gemeinderat folgende Verteilung: 16 SPÖ, und 3 ÖVP.[7]
- Mit den Gemeinderatswahlen im Burgenland 2022 hat der Gemeinderat folgende Verteilung: 16 SPÖ, und 3 ÖVP.[8]

### Bürgermeister
Die Gemeindechronik von Neutal weist folgende Personen als Bürgermeister aus:
| von                 | bis                 | Bürgermeister       |
| ------------------- | ------------------- | ------------------- |
| 26. September 1926  | 14. April 1927      | Anton Eigner        |
| 15. April 1927      | 22. Jänner 1929     | Karl Dominkovits    |
| 23. Jänner 1929     | 5. Juni 1931        | Anton Eigner        |
| 6. Juni 1931        | 12. Juli 1935       | Josef Rahtmanner    |
| 13. Juli 1935       | 12. April 1938      | Franz Godovitsch    |
| 13. April 1938      | 1945                | Johann Binder       |
| 1945                | 4. Jänner 1946      | Franz Godovitsch    |
| 5. Jänner 1946      | 17. Oktober 1947    | Josef Rathmanner    |
| 18. Oktober 1947    | 6. Dezember 1958    | Karl Dominkovits    |
| 7. Dezember 1958    | 30. März 1984       | Franz Resch         |
| 31. März 1984       | 4. Jänner 2002      | Josef Thiess (SPÖ)  |
| seit 5. Jänner 2002 | seit 5. Jänner 2002 | Erich Trummer (SPÖ) |

### Wappen
|  | Die Burgenländische Landesregierung hat in ihrer Sitzung vom 26. Juni 1985 der Gemeinde Neutal das Recht zur Führung eines Gemeindewappens verliehen. Blasonierung: „In silbernem Schild auf einer roten Mauer ein roter Rauchfang wachsend, begleitet von einem Schwarzen Rad (vorne) und einem grünen vierblättrigen Kleeblatt (hinten).“ Beschreibung: Die Lage der Ortschaft im fruchtbaren und verkehrsmäßig günstigen Stooberbachtal hat seit je her das Leben in Neutal bestimmt. Die Symbolik des Wappens nimmt darauf Bezug. Das Rad deutet die Landwirtschaft und die Verkehrslage an, während das Kleeblatt auf die Naturlandschaft an. Dominierend sind die Mauer und der Rauchfang in der Mitte des Wappens, die darauf verweisen, dass der Ruf der Neutaler als Rauchfangbauer und Maurer weit über die Landesgrenzen hinaus ging. |

## Persönlichkeiten

### Söhne und Töchter der Gemeinde
- Franz Resch (* 1931), Politiker und Landesstraßenmeister
- Johann Payer (* 1947), Politiker und Hauptschuldirektor
- Erich Trummer (* 1967), Politiker und Bürgermeister

### Personen mit Bezug zur Gemeinde
- Patrik Fazekas (* 1990), Politiker, in Neutal aufgewachsen und lebt ebenda